# Avatar (voilier)
Pour les articles homonymes, voir Avatar.
L' Avatar est une goélette à huniers à coque verte et pont en acier. Son port d'attache est Harlingen aux Pays-Bas. Il navigue comme voilier-charter de croisière principalement en mer du nord, en mer baltique, Manche et Atlantique.

## Histoire
Il a été construit en 1941 à Wolgast en Allemagne. C'était initialement le Kriegsfischkutter (KFK 401) de la Kriegsmarine : petit navire rapide avec une silhouette de chalutier , structure métallique avec une coque en bois pour être utilisé à la lutte anti sous-marine.
À la fin de la guerre il rejoint les Pays-Bas et prend le nom de Nehim IV (AM26). En 1957, à Spaarndam, sa coque en bois est remplacée par une coque en acier. Il prend alors successivement les noms de Rony (YM64) , Alie (KW40) puis Alice Thérèse (YM15)
En 1974 il navigue sous le nom de Grietje Maria (BU152)  comme navire de pêche en mer du nord, puis comme bateau de pêche sportive.

En 2010 il est racheté et converti en goélette pour le transport de passagers. Comme voilier charter de luxe il est doté de 6 cabines pour 12 passagers en croisière. Il prend le nom d' Avatar.  Sa voilure varie de 240 m² (sans voiles carrées), à 310 m² (avec voiles carrées) et 450 m² (toutes voiles).
Il a participé à Brest 2016.